# Tarean
Tarean is een bestuurslaag in het regentschap Serdang Bedagai van de provincie Noord-Sumatra, Indonesië. Tarean telt 1950 inwoners (volkstelling 2010).